# 尤比列伊內
55°56′N 37°51′E / 55.933°N 37.850°E
尤比列伊內（俄语：Юбиле́йный）是俄羅斯莫斯科州中部的一個城市。位於莫斯科東北6公里克利亞濟馬河畔。2002年人口30,837人。
1989年前為一保密行政區。1992年設市。2014年合併至科羅廖夫。